# عندما يقع الحب (فلم)
عندما يقعُ الحب وقد يُترجم عنوان الفيلم حرفيًا إلى عندما يحدثُ الحب (بالإنجليزية: When Love Happens) هو فيلم كوميدي رومانسي نيجيري صدرَ عام 2014 من إنتاج وإخراج سيي باباتوب ومن بطولةِ كلٍ من ويرش أوبيا وأوه. سي. أوكيجي و بافرلي نايا وأوريكا جوديس وجيدون أوكيكي وباكي رايت وديزموند أليوت وآخرون. يحكي الفيلم قصّة منظم الحفلات الناجح بانكول سميث الذي تتمثل مهمته في مساعدة الآخرين على التخطيط لحفلات الزفاف، لكنه يجد هو نفسه صعوبةً في الدخول في علاقة.

## طاقم التمثيل
| - ويرش أوبيا في دور بانكول سميث - جيدون أوكيكي في دور توبي أوكورونكو - بيفرلي نايا في دور جينيفر أوبيجوي | - أوريكا جوديس في دور تسيجو - أوه. سي. أوكيجي في دور داري لاجودا - باسي إكبيونج في دور توند بانكول سميث - شافي بيلو في دور آنا بانكول سميث | - ويل أوجو في دور أولديل لاغودا - بوكي رايت في دور السيدة لاجودا - ديزموند أليوت في دور لانري - هيلين باول في دور تشيكا |

## الإنتاج
استغرق إنتاج الفيلم 7 أشهر، بينما استمرَّ التصويرُ الرئيسي أسبوعين، في لاغوس في شهر شباط/فبراير 2014.

## الإفراج
نُشرت مقاطع فيديو توثيقيّة قصيرة من خلف الكواليس تُروّج للفيلمِ على يوتيوب من آب/أغسطس حتى أيلول/سبتمبر 2014، بينما نُشر المقطع الترويجي الأول للفيلم في الثالث من أيلول/سبتمبر 2014 إلى جانبِ ملصقات وصور ترويجيّة، ثمّ نُشر المقطع الترويجي الثاني والرئيسي على الإنترنت في التاسع عشر من أيلول/سبتمبر 2014. عُرض الفيلمُ لأول مرةٍ في السادس من تشرين الأول/أكتوبر 2014 في جينيسيس ديلوكس سينما بمدينةِ لاغوس، ثمّ عُرض في باقي دور العرض بشكل تدريجي ابتداءً من الرابع والعشرين من تشرين الأول/أكتوبر 2014.

## استقبال

### الاستقبال النقدي
لاقى الفيلم استحساناً منذ صدوره، وركّز النقاد في ملاحظاتهم على دوري بيلو وإيكبيونغ واصفينهما بـ «الزوجان البارزان في الفيلم»، ومع ذلك فقد لاحظ بعض النقاد أن أوكيكي لم يتمكّن من الخروجِ من شخصيّته وتقمص شخصية الفيلم فيما لاحظَ آخرون غياب الكيمياء بين أوبيا وأوكيكي أو لم يتم تسخيرها على الشاشة. أعطى موقع نوليود رينفنتد (بالإنجليزية: Nollywood Reinvented) نسبة 41% كتقييمٍ للفيلم مشيرًا إلى أنه لا يُمكن أن يحصل على أكثر من هكذا تقييم. قيّم موقع سوداس آند بوبكرن (بالإنجليزية: Sodas and Popcorn) بأربعة نجوم من أصل خمسة موضّحًا: «عندما يقعُ الحب هو فيلم جيد الإخراج، مع طاقم عمل رائع. إنه يوفّر وقتًا ممتعًا للغاية. إذا كنت من محبي الكوميديا البسيطة والممتعة والصحية للأسرة فستُحبُّ هذه الكوميديا.» أشاد الناقد السينمائي توني كان بالسيناريو قائلًا «إنّ هذا فيلمٌ مبهجٌ تفخر به السينما الأفريقيّة»، كما أشاد الناقد الآخر إيفتوري دوغودجي من موقع 360 إن أو بي إس (بالإنجليزية: 360Nobs) بجودة الصورة والموسيقى لكنه أشار إلى أن الفيلم طالَ قليلًا بسبب وجود مشاهد غير ضرورية وحوارات طويلة والتي كان من الممكن تفاديها. قيَّمَ الناقد الفيلم بـ 4 نجوم من أصل 10 وخلص إلى: «الفيلمُ أكثر من مجرد عادي ... فريق العمل رائع والإنتاج جيّد.» أشاد موقع موفي بينسل (بالإنجليزية: Movie Pencil) بجودة البرمجة والإنتاج مُقيّمًا إيّاهُ بأربع نجون من أصل خمسة وواصفًا إياه بأنه «تجربة جيدة.»

### الجوائز
ترشَّح فيلم عندما يقعُ الحب للمنافسة على عددٍ من الجوائز في حفل جوائز اختيار مشاهدي أفريكا ماجيك (بالإنجليزية: Africa Magic Viewers Choice) لعام 2015 ونافس بالخصوصِ في ثلاث فئات بما في ذلك فئةُ أفضل ممثلةٍ في فيلم كوميدي للمثلة أوبيا وفئة أفضل ممثل مساعد للمثل أوكيجي.
| الجائزة                                  | الفئة                     | المرشح/ون                   | النتيجة |
| ---------------------------------------- | ------------------------- | --------------------------- | ------- |
| فئات متعددة (اختيار مشاهدي أفريكا ماجيك) | أفضل ممثلة في فيلمٍ كوميدي | ويرش أوبيا                  | رُشِّح     |
| فئات متعددة (اختيار مشاهدي أفريكا ماجيك) | أفضل ممثل مساعد           | أوه. سي. أوكيجي             | رُشِّح     |
| فئات متعددة (اختيار مشاهدي أفريكا ماجيك) | أفضل كاتب كوميدي          | ديشي إينونوا، تيميتوب بولاد | رُشِّح     |